# Tunnel Mountain
Tunnel Mountain, auch bekannt als Sleeping Buffalo (Siksiká: Iinii Istako; Nakoda: Eyarhey Tatanga Woweyahgey Wakân), ist ein Berg im Bow River Valley im Banff-Nationalpark in Alberta, Kanada, gegenüber der Einmündung des Spray Rivers in den Bow River und mit Blick auf die Hot Springs auf dem Sulphur Mountain. Der Berg ist fast vollständig von der Stadt Banff und dem Gelände des Banff Springs Hotels umschlossen. Für viele indigene Völker „schläft“ der Büffel nicht mehr, seit im Banff-Nationalpark im Jahr 2017 wieder wilde Bisons eingeführt wurden.
Innerhalb der kanadischen Rocky Mountains wird der Tunnel Mountain der Front Ranges zugerechnet.

## Etymologie

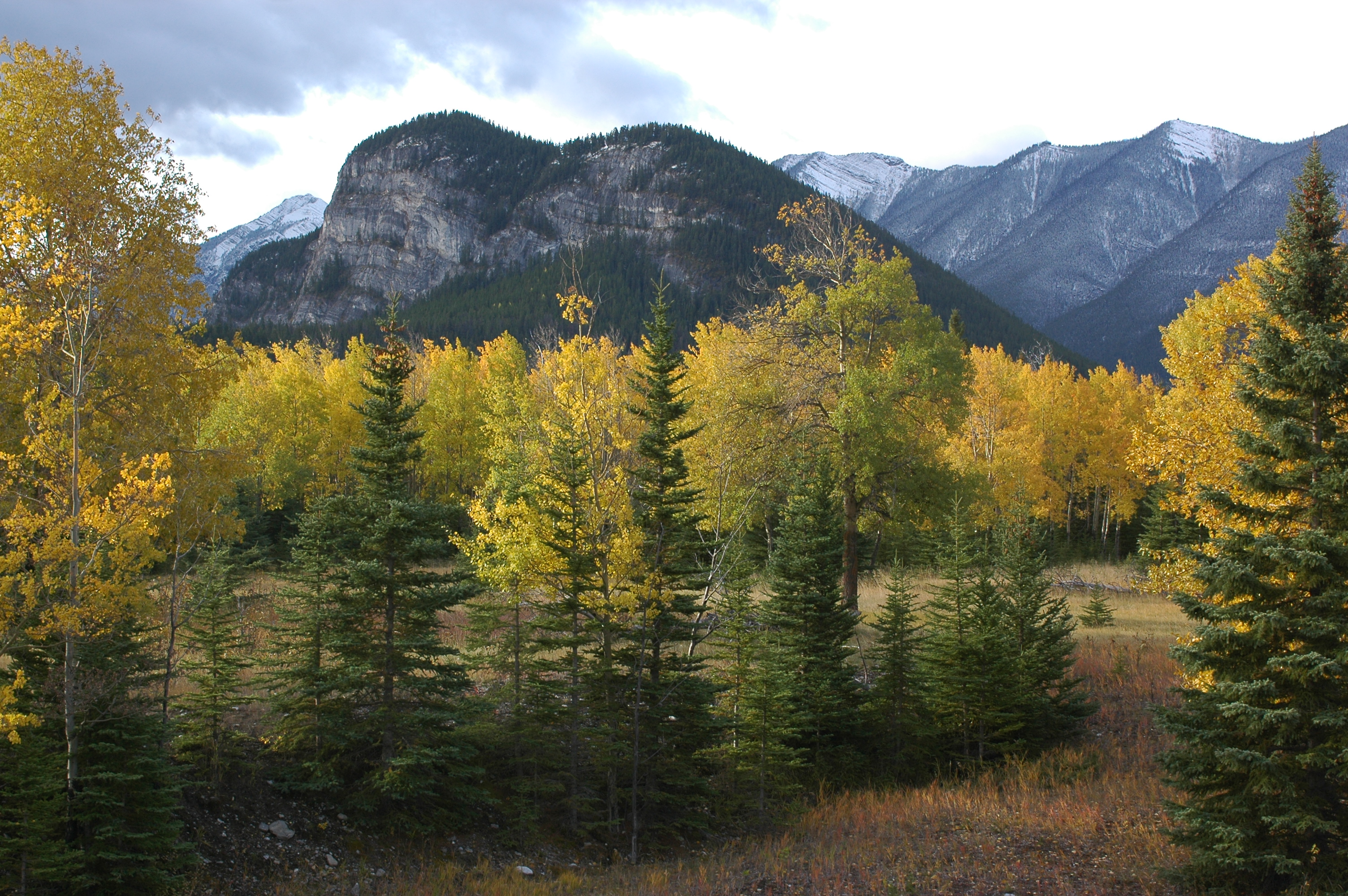
Der Tunnel Mountain sieht von Norden aus wie ein schlafender Büffel

Der Blackfoot-Name für den Berg ist Iinii Istako, und der Name in der Nakoda-Sprache der Stoney ist Eyarhey Tatanga Woweyahgey Wakân. Das Volk der Stoney nannte ihn lange Zeit „Sleeping Buffalo“ (Schlafender Büffel), da er von Norden und Osten aus gesehen einem schlafenden Büffel ähnelt. Im Jahr 1858 nannte James Hector den kleinen Gipfel einfach „The Hill“ (der Hügel), wahrscheinlich in Anspielung auf seinen Status als kleinster Gipfel in der Nähe der Stadt Banff. In den 1880er Jahren hatten Vermesser der Canadian Pacific Railway erstmals erwogen, einen Tunnel durch den Berg zu sprengen, um die Gleise durch das Bow Valley zu verlegen. Obwohl sie eine andere Route für den Zug entdeckten und die Tunnelidee aufgegeben wurde, blieb der Name Tunnel Mountain bestehen. Im September 2016 unterzeichneten fünfzehn First Nations eine Resolution, in der sie den Beginn eines offiziellen Verfahrens beim Geographical Names Board of Canada der Natural Resources Canada (NRC) zur Umbenennung von Tunnel Mountain in Sacred Buffalo Guardian Mountain forderten. Bei ihrem „Indigenous Leaders' Dialogue“ im November 2017 in Banff gaben die Vertreter den Namen Sacred Buffalo Guardian Mountain feierlich frei, während sie noch auf die Entscheidung der NRC warten.
Der Feuer-Aussichtspunkt auf dem Berg wurde nach einer königlichen Tour im Jahr 1939, bei der König George VI. und seine Frau Elizabeth Bowes-Lyon den Aussichtspunkt bestiegen, als „King's Lookout“ bekannt.

## Geschichte

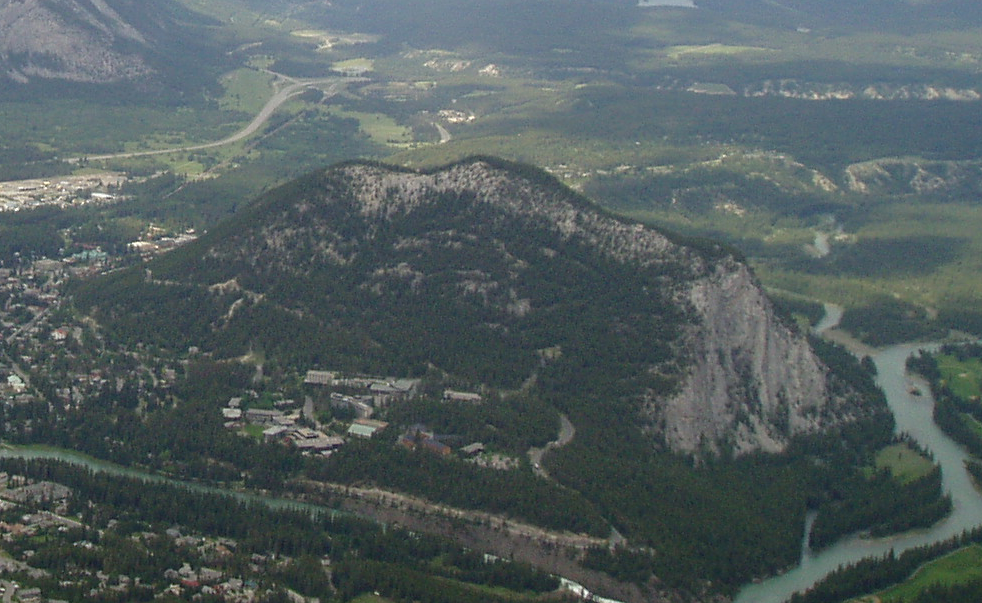
Tunnel Mountain vom Sulphur Mountain aus gesehen, mit dem Bow River im Vordergrund und der Canadian Pacific Railway und dem Trans-Canada Highway im Hintergrund

Im Jahr 1882 führte ein Team von Landvermessern unter der Leitung von Major Albert Bowman Rogers, berühmt für den Rogers Pass, Vermessungsarbeiten für den Bau der Canadian Pacific Railway (CPR) durch. Rogers, der es wahrscheinlich eilig hatte, nahm an, dass der einfachste Weg für die Eisenbahn darin bestünde, einfach dem Lauf des Bow Rivers zu folgen. Wegen der Schwierigkeiten von Flussüberquerungen und der Steilheit der Klippen zwischen dem nordwestlichen Rand des Mount Rundle und dem Tunnel Mountain schlug Rogers’ Team den Bau eines 275 Meter langen Tunnels durch den kleinen Berg vor. Der Generaldirektor der CPR, William Cornelius Van Horne, war wütend über diesen Vorschlag und rief aus: „Sollen wir den Bau dieser Eisenbahn anderthalb Jahre lang aufhalten, während sie ihren verdammten Tunnel bauen? Nehmt ihn raus!“ Es wurde eine alternative Route nördlich des Berges gefunden, die die Bahnstrecke um eine Meile verkürzte und zwei lange Hügel umging, was der CPR Millionen von Dollar ersparte. Der Vermessungsingenieur Charles Shaw bezeichnete die Idee als „den außergewöhnlichsten Fehler, den ich je im Ingenieurwesen erlebt habe“. Die Idee eines Tunnels wurde ganz verworfen, aber der Berg wird bis heute Tunnel Mountain genannt.

## Wandern
Der Tunnel Mountain ist, wahrscheinlich wegen seiner leichten Steigung und seiner Lage im Herzen von Banff, eine sehr beliebte Wandergegend. Der Weg hat über weite Strecken eine sanfte Steigung – mit ein paar leicht steilen Abschnitten – und ist ein Rundweg von nur 4,3 Kilometern. Der Gipfel bietet einen Panoramablick auf die Stadt, das Bow Valley und die umliegende Wildnis, und viele empfehlen ihn als leichte Einstiegswanderung in die Gegend.

## Geologie
Der Tunnel Mountain ist namensgebend für die Tunnel Mountain Formation, eine geologische Formation.